# Гай Требацій Теста
Гай Требацій Теста (*84 рік до н.е. — †4 рік н. е.) — найвідоміший правник часів пізньої Римської республіки та початку принципату.

## Життєпис
Народився у м. Веліа (сучасна Елія) у Луканії. Належав до стану вершників. Про молоді роки його та родину мало відомостей. Він був учнем правника Квінта Корнелія Максима. В цей час Теста вже мешкав у Римі. Тут він затоваришував з Марком Туллієм Цицероном, який у 54 році до н. е. рекомендував Гаю Цезарю взяти із собою Гая Тесту у галльській похід. Під час походів Цезаря у Галлії Теста не брав участь у бойових діях, виконував функції правника при армії.
Після загибелі Цезаря Гай Требацій перейшов на бік Октавіана. Після перемоги останнього став його фактичним радником. Був призначений квестором, але відмовився стосовно подальшої державної кар'єри. Сприяв прийняттю у 16 році до н. е. законодавства щодо особливостей дії заповітів, їх видів, укладання шлюбів.
Требацій входив до інтелектуального гуртка Цильнія Мецената. Своїм працями Гай Требацій здобув незаперечний авторитет серед своїх сучасників. Значна частина його праць та розробок торкалося цивільного права. Ними користувалися правники ще у III ст. н. е. Він був вчитель наступного видатного давньоримського правника Марка Антистія Лабеона.
У красномовстві Гая Требація Тесту перевершував інший відомий правник, Авл Касцелій.

## Праці
- De religionibus
- De iure civili